# Überredung (Film)
Überredung (Originaltitel Persuasion) ist ein Filmdrama von Carrie Cracknell, das im Jahr 2022 als Netflix Original veröffentlicht wurde. Es handelt sich um eine moderne Verfilmung des gleichnamigen Romans von Jane Austen.

## Handlung
Anne Elliot lebt mit ihrer hochnäsigen Familie am Rande des Bankrotts. Um Kosten zu sparen, soll die Familie nach Bath gehen und das Eigenheim vermieten. Die bereits ausgezogene Schwester, Mary Musgrove, fühlt sich krank. Anne kommt nicht mit nach Bath, um sich um Mary zu kümmern, die nebenan wohnt. Sie lernt den Mieter des Hauses kennen, Admiral Croft. Dieser kündigt an, dass Captain Frederick Wentworth zu Besuch kommt. Vor sieben Jahren waren Anne und Wentworth ineinander verliebt. Auf Anraten von Lady Russell lehnte Anne eine Heirat ab, weil Wentworth damals mittellos war. Nun hat er in der Marine Karriere gemacht und ist reich. Anne trauert der vergangenen Liebe immer noch hinterher.
Anne gibt sich gegenüber Mary freundlich und zuvorkommend, obwohl sie das Schauspiel von Mary durchschaut. Mary ist sich durchaus bewusst, dass sie ihre Leiden vortäuscht, um Aufmerksamkeit zu erlangen. Anne nimmt das Benehmen ihrer Schwester mit Humor und versteht sich wunderbar mit der übrigen Familie Musgrove.
Bei einem gemeinsamen Essen der Crofts und der Musgroves geht Anne Wentworth aus dem Weg. Es kommt dazu, dass Louisa neben Wentworth sitzt. Die beiden verstehen sich sehr gut. Anne ist verlegen und erzählt lautstark, dass der Ehemann von Mary zuerst sie heiraten wollte, was sie ablehnte.
Bei einem Ausflug nach Lyme kommen sich Louisa und Wentworth näher. Bei einer Treppe will sich Louisa fallen lassen, damit Wentworth sie auffängt. Dieser macht deutlich, dass sie das nicht machen soll. Louisa stürzt und verletzt sich schwer. Anne reist ab, weil Mary darauf besteht sich um Louisa zu kümmern, damit sie sich nützlich fühlen kann.
Anne erfährt, dass sich Louisa verlobt hat und geht davon aus, dass es sich um Wentworth handeln muss. Währenddessen kommt der Cousin William Elliot zur Familie Elliot. Er soll das Vermögen erben. Damit dies so bleibt, will er dafür sorgen, dass Annes Vater, Sir Walter Elliot, keine neue Liebesbeziehung anfängt und doch noch einen Sohn kriegt. Dies räumt er gegenüber Anne offen ein. Entsprechend seinem Plan macht er Mrs. Clay den Hof, die Sir Walter heiraten will. Gleichzeitig versteht er sich aber auch sehr gut mit Anne, die seinen Umgang als Ablenkung genießt.
Wentworth kommt nach Bath. Bei einem gesellschaftlichen Anlass, erläutert Anne, wie beständig die Gefühle einer Frau seien. Dies hört Wentworth und schreibt an Ort und Stelle einen Brief an Anne, in dem er seine Liebe gegenüber Anne gesteht. Es kommt heraus, dass Louisa sich mit einem Kollegen von Wentworth verlobt hat. Anne und Wentworth finden zueinander. Die letzte Szene zeigt Anne und Wentworth am Meer und man sieht einen Ehering an Annes Hand.

## Produktion
Der Film basiert auf dem Roman Überredung (Originaltitel Persuasion) von Jane Austen. Im Deutschen wurde er auch unter den Titeln Anne Elliot oder die Kraft der Überredung, Anne Elliot und Verführung veröffentlicht. Es handelt sich dabei um den letzten vollständigen Roman von Austen. Sie schrieb ihn zwischen August 1815 und August 1816.
Regie führte Carrie Cracknell. Die renommierte Theaterregisseurin gibt damit ihr Debüt als Spielfilmregisseurin. Die Adaption von Persuasion übernahmen Ron Bass und Alice Victoria Winslow, die ihrem Drehbuch einen modernen Anstrich verliehen.
Dakota Johnson spielt in der Hauptrolle Anne Elliot. Cosmo Jarvis spielt Frederick Wentworth. In weiteren Rollen sind Henry Golding als Mr. Elliot und Mia McKenna-Bruce als Mary Elliot zu sehen.
Im Juni 2021 drehte man in der Kleinstadt Lyme Regis in der südwestenglischen Grafschaft Dorset, unter anderem an der historischen Hafenmauer „The Cobb“ und im Hafengebiet am Holmbush Beach und Monmouth Beach und hiernach in der Stadt Bath im Westen Englands, dort in der Gegend Brock Street, Upper Church Street, Bath Street und Hot Bath Street. „The Cobb“ in Lyme Regis spielt auch in Austens Persuasion eine Rolle, in die Stadt Bath war Austen im Jahr 1801 gemeinsam mit ihren Eltern und ihrer ebenfalls unverheirateten Schwester gezogen. Als Kameramann fungierte Joe Anderson.
Die Filmmusik komponierte Stuart Earl.
Der Film wurde am 15. Juli 2022 in das Programm von Netflix aufgenommen.

## Kritiken
Der Film hat bei Rotten Tomatoes eine Zustimmungsrate von 31 Prozent. Zusammengefasst soll der chaotisch anachronistische Film trotz den Bemühungen von Dakota Johnson keine lohnende Adaption sein.
Peter Debruge von Variety vergleicht den Film mit der Serie Fleabag und dem Film Emma und bedauert, dass die Verfilmung der Buchvorlage nicht treu geblieben ist. Die Protagonistin Anne kommentiere die Handlung als Erzählerin des Films in moderner Weise, halte sich dann aber unglaubwürdig an alle gesellschaftlichen Vorgaben. Christy Lemire kritisiert den Film dagegen nicht wegen seiner Modernisierung, sondern aufgrund des Mangels an Einsatz und emotionalem Gewicht. Nur die Schauspieler würden es schaffen den Film zusammenzuhalten. Richard Lawson von Vanity Fair empfand den Film herablassend, weil alles für die Zuschauenden eingeordnet wird, ohne dass diese die Arbeit selbst übernehmen können. Der Film sei dabei zu sehr damit beschäftigt, nicht langweilig zu sein.
David Rooney von The Hollywood Reporter lobt den Film. Alle Auslassung der Romanvorlage seien durch das Schauspiel von Dakota Johnson kompensiert. Der Film löse sich gekonnt von der Vorlage und liefere eine süße Ablenkung.